# Armenië op het Junior Eurovisiesongfestival 2019
Armenië nam deel aan het Junior Eurovisiesongfestival 2019 in Gliwice, Polen. Het was de dertiende deelname van het land aan het Junior Eurovisiesongfestival. ARMTV was verantwoordelijk voor de Armeense bijdrage voor de editie van 2019.

## Selectieprocedure
Op 15 september 2019 vond de nationale finale, Depi Mankakan Evratesil 2019, plaats in Jerevan, de hoofdstad van Armenië. Tien jonge artiesten werden geselecteerd om deel te nemen.
De uitslag van de show werd bepaald door een jury en door het publiek. Karina Ignatyan won beide en werd zo gekozen om voor haar land af te reizen naar Polen met haar nummer Colours of your dream.
Het was het tweede jaar dat Depi Mankakan Evratesil werd georganiseerd. Sedert 2015 selecteerde Armenië de artiest intern. Daarvoor werd de nationale finale Junior Eurosong gebruikt om een kandidaat aan te duiden.

## Nationale finale
| Plaats | Artiest            | Lied                  | Punten |
| ------ | ------------------ | --------------------- | ------ |
| 1      | Karina Ignatyan    | Colours of your dream | 138    |
| 2      | Vardan Margarian   | La la la              | 135    |
| 3      | Roza               | Im qaghaq             | 97     |
| 4      | Robert Bagratian   | Captain friendship    | 81     |
| 5      | Anzjela Albertian  | Khaghanq khaghagh     | 75     |
| 6      | Ani Ataian         | Everytime             | 75     |
| 7      | Narek Markosian    | Im ergy               | 67     |
| 8      | Anishock           | Selfie Yerevan        | 64     |
| 9      | Anahit Arakelian   | Chem handznvi         | 50     |
| 10     | Emily Hovhannisian | Parum enq pary        | 43     |

## In Gliwice
Karina Ignatian was als vijftiende van negentien acts aan de beurt, net na Matheu uit Nederland en gevolgd door Joana Almeida uit Portugal. Armenië eindigde uiteindelijk op de negende plaats, met 115 punten.